# Totò und die Frauen
Totò und die Frauen (Totò e le donne) ist eine italienische Filmkomödie mit dem neapolitanischen Komiker Totò aus dem Jahre 1952. Sie nimmt in satirischer Überspitzung die Verhältnisse zwischen den Geschlechtern aufs Korn. Dabei wendet sich Totò immer wieder ans Publikum und erläutert, warum Frauen die schlimmste Plage eines Mannes seien. In episodischen Rückblenden erzählt er, wie er von seiner Gattin und weiteren Frauen in unterschiedlichen Verwandtschafts-, Berufs- und anderen Verhältnissen kujoniert, geknechtet und geknebelt wird. Regie führte Steno, der Vorspann nennt auch Mario Monicelli als Ko-Regisseur. Der Film war in seiner Heimat unter den italienischen Produktionen der am zehntmeisten besuchte seines Jahrgangs.

## Handlung
Filippo darf weder beim Rauchen Asche auf den Fußboden streuen noch im Bett lesen. Deshalb schleicht er sich nachts auf den Dachboden, wo er Krimis liest, die seine Mordphantasien anregen, und Landru wie einen Heiligen anbetet. Als Textilverkäufer leidet er unter den Launen einer Kundin. Vor einem Jahr steckten ihn seine Frau Giovanna und seine Tochter Mirella als angeblich krank ins Bett, mit der Absicht, Dottor Desideri zur Untersuchung kommen zu lassen. Mirella hält den Arzt für eine gute Partie, schmeißt sich an ihn ran und wird seine Verlobte.
Einst hatte Filippo eine andere Frau geheiratet, Antonietta, die Ehe wurde allerdings nie vollzogen, weil die Frau am Tag der Hochzeit in eine Schönheitswahl geriet und bald als Filmstar entdeckt wurde. Da er bei ihr nicht zum Zuge kam, ging er eines Abends mit einer Prostituierten. An den Rand des Wahnsinns treibt ihn das dumme Dienstmädchen Carolina, das eine telefonische Benachrichtigung zu übermitteln nicht imstande ist. Wieder nachts auf dem Dachboden, erwischt Filippo den Dottore, der dort zu einem Schäferstündchen mit Mirella verabredet ist. Allerdings gibt der Verehrer im vertraulichen Gespräch unter Männern zu, Mirellas oft überdrüssig zu sein. Sie lässt ihn nämlich immer warten und erwartet teure Geschenke. Als Nächstes berichtet Filippo von einer verheirateten Geliebten in der Zeit des Krieges. Ihre äußerste Vorsicht vor ihrem Mann verunmöglichte ein unbeschwertes Beisammensein; um den Anschein ihrer ehelichen Treue zu wahren, musste Filippo in einen abfahrenden Zug steigen, der ihn ins deutsche Kriegsgefangenenlager „Mathausalem“ brachte. Eine andere Erzählung betrifft einen Abend, als der gesamte weibliche Anhang in die Sommerfrische fuhr und ihn als Strohwitwer zurückließ. Er begab sich in einen Nachtklub und ließ eine Animierdame an seinen Tisch kommen. Doch das Freudenmädchen erweist sich als Trauerkloß und behelligt ihn mit dem Elend ihrer Familie. Als die Gattin auf den Dachboden kommt, platzt es aus Filippo heraus. Er wirft ihr all sein Leiden vor, worauf sie beide zahlreiche Täuschungen zugeben, die sie während zwanzig Jahren Ehe begangen haben: Er, dass er mit Freunden gebechert hat, sie, dass sie ihm statt Rind- nur Pferdefleisch vorgesetzt und den Wein verschnitten habe. Sie zieht zu ihrer Mutter. Erst an der Hochzeit Mirellas sehen sie sich wieder. Er schenkt ihr ein kostbares Armband, das sie wieder mit ihm versöhnt. Filippo zwinkert dem Publikum zu, am Ende gewännen immer die Frauen.